# Kristy Wu
Kristy Wu (Los Angeles, 11 oktober 1982) is een Amerikaanse actrice.

## Carrière
Wu begon in 1999 met acteren in de televisieserie Freaks and Geeks, waarna zij nog meerdere rollen speelde in televisieseries en films. Zij is onder andere bekend van Buffy the Vampire Slayer (2003), Flight 29 Down (2005-2007) en Robots in Disguise (2015).

## Filmografie

### Films
- 2012 End of Watch - als Sook
- 2011 Almost Perfect - als Natalia
- 2010 Father vs. Son - als Cydney
- 2008 Mask of the Ninja - als Miko
- 2007 The News - als Darla
- 2007 Lions for Lambs - als studente
- 2007 Flight 29 Down: The Hotel Tango - als Melissa
- 2006 Return to Halloweentown - als Scarlett Sinister
- 2005 Cry Wolf - als Regina
- 2002 Face - als genie
- 2000 What's Cooking? - als Jenny Nguyen
- 1999 Drive Me Crazy - als Liz

### Televisieseries
Uitgezonderd eenmalige gastrollen.
- 2015-2016 Robots in Disguise - als Windblade (stem) - 11 afl.
- 2014 The Legend of Korra - als P'Li (stem) - 6 afl.
- 2014 The Night Shift - als Janet Zia - 2 afl.
- 2005-2007 Flight 29 Down - als Melissa - 27 afl.
- 2003 Buffy the Vampire Slayer - als Chao-Ahn - 6 afl.

- Library of Congress Control Number: no2006099796
- Virtual International Authority File: 19439396
- WorldCat: E39PBJyxhpPt8xhgTq4mFdfrMP